# Lucretius

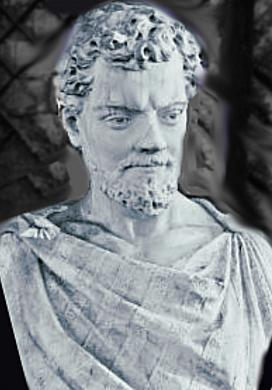

Titus Lucretius Carus (khoảng 99 - khoảng 55 tr.CN) là một nhà thơ và triết gia La Mã. Công trình duy nhất của ông được biết đến là bài trường ca triết học De rerum natura (Về bản chất của Tự nhiên) với các niềm tin chủ nghĩa Epicurea.
Hầu như không có gì rõ ràng về cuộc đời Lucretius. Jerome kể việc ông bị phát điên bởi một mê dược (love potion) và làm thơ giữa các cơn mất trí, cuối cùng tự sát ở tuổi trung niên; nhưng giới học giả hiện đại đề xuất rằng ghi chép này có vẻ là một sự hư cấu Tác phẩm De rerum natura có ảnh hưởng đáng kể lên các nhà thơ thời Augustus, đặc biệt là Virgil (trong Aeneid và Georgics, và ở một mức độ thấp hơn trong Eclogues) và Horace. Nó hầu như biến mất trong thời Trung Cổ, nhưng được tái khám phá trong một tu viện ở Đức năm 1417, bởi Poggio Bracciolini, và đã đóng một vai trò quan trọng trong thuyết nguyên tử (Lucretius có một ảnh hưởng quan trọng đối với Pierre Gassendi) và những nỗ lực của nhiều nhân vật trong kỉ nguyên Khai sáng để xây dựng một chủ nghĩa nhân văn Cơ đốc mới.